# Taux d'imposition marginal

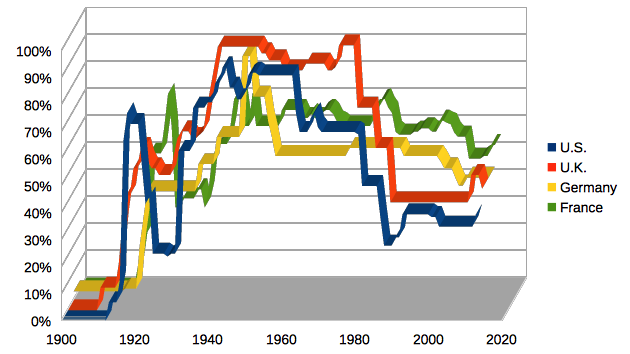
évolution du taux d'imposition marginal maximum aux États-Unis, au Royaume-Uni, en Allemagne et en France (1900-2013)

Le taux d'imposition marginal est le taux d'imposition qui s'applique à la dernière unité gagnée.
Dans un système d'imposition progressif, il s'agit du taux auquel est imposée la dernière tranche du revenu d'un contribuable.
On distingue « taux marginal d'imposition » et « taux marginal d'imposition effectif », lequel prend aussi en compte les sommes reversées par l'État au contribuable (allocations, subventions, etc.).
Historiquement, le taux marginal d'imposition a beaucoup varié, passant de quelques pourcents, lors de la mise en place de l'impôt sur le revenu, à des taux pouvant atteindre 90 %, à la suite des deux guerres mondiales ; ces variations ont été étudiées par des économistes comme Thomas Piketty et Liêm Hoang-Ngoc.
Selon Thomas Piketty, « l'une des principales conséquences historiques des taux extrêmement élevés de l'ordre de 70-90 % appliqués aux très hauts revenus entre 1930 et 1980, en particulier aux États-Unis et au Royaume-Uni, semble avoir été de mettre fin aux rémunérations de cadre dirigeants les plus astronomiques. À l'inverse, la très forte réduction de ces taux dans les années 1980 semble avoir contribué de façon décisive à l'envol de ces revenus. De fait, si l'on examine l'évolution de ces rémunérations des cadres dirigeants des sociétés cotées dans l'ensemble des pays développés depuis 1980, on constate que les variations du taux d'imposition constituent le principal facteur explicatif permettant de rendre compte des différentiels observés, bien davantage que le secteur d'activité, la taille ou la performance de l'entreprise ».